# Sibaté
Sibaté es un pueblo colombiano del departamento de Cundinamarca, ubicado en la provincia de Soacha, a 27 km al suroccidente de Bogotá. Hace parte de Bogotá Región Metropolitana.
A Sibaté se llega a través de la Autopista Sur, por la variante del Embalse del Muña. Es uno de los municipios más reconocidos a nivel nacional por la variedad de sus cultivos (fresa, papa y arveja), su oferta turística, su riqueza cultural y los centros psiquiátricos que funcionan en el mismo desde mitad del siglo XX.
Sibaté es reconocido por ser el municipio de Colombia con más personas en condición sensorial de Colombia se destaca el liderazgo de los chicos que hacen parte de la nueva escuela de liderazgo juvenil de la cual hace parte Brayan de Jesús Buelvas Hoyos ex presidente de la Plataforma de Juventudes en el año 2024 del municipio el cual es un reconocido líder juvenil del territorio sibateño.

## Toponimia

### Origen lingüístico[4]
- Familia lingüística: Chibcha
- Lengua: Muysccubun

### Significado
El topónimo «Sibaté», en muysc cubun (idioma muisca), significa «derrame de la laguna». Sibaté presenta los vocablos si "acá, aquí", chi-zi "nosotros", ba-fa "ahora", te-teib-tei "boquerón, grieta, apertura en la tierra de forma alargada y redondeada como una boca".

### Origen / Motivación
El nombre del municipio se relaciona con el nombre original del lugar donde se formó el poblado precolombino y que durante la época de la Colonia se conservó la denominación de la región.

## Geografía

### Límites del Municipio
Sibaté está delimitado por los siguientes municipios
| Noroeste: Soacha (Parque Ecológico La Poma) Granada | Norte: Soacha (Corregimiento 2- PTAR Canoas-Autopista Sur) | Nordeste: Soacha (Corregimiento 1, Poblado La Chacua; Vía Sibaté-Pablo Neruda) |
| Oeste: Silvania (Cerro San Miguel)                  |                                                            | Este: Soacha (Corregimiento 1)                                                 |
| Suroeste: Fusagasugá                                | Sur: Pasca                                                 | Sureste: Pasca Soacha                                                          |

### Descripción física
La topografía de Sibaté se puede clasificar entre terreno plano y ondulado con predominio de este último en un 74% de la extensión total, de lo cual se describe lo siguiente:
- Al Oriente se encuentran las cuchillas de San Luis, las Lomas de Gramilla y Curubital, los Altos de los Armadillos y del Zarzo, que se distinguen por tener la cota de mayor elevación, 3.330 m s. n. m.

- Al Occidente se localizan las cuchillas de las vueltas del Cerro y del Tequendama, las Lomas de los Alpes y de las Flores, el Pico del Minoral, los Altos de Paloquemao y de la Angarilla, los cuales se encuentran entre los 2.570 a 3.000 m s. n. m.

- Al Sur se levantan la cuchilla de Peña Blanca y el Chuscal; esta última se eleva 3200 m s. n. m.

- Hacia el Centro y el Norte se presenta una superficie plana, prolongación de la Sabana de Bogotá; en relación con la superficie total, la parte plana ocupa una extensión de 3172 hectáreas y representa el 26%.

Extensión total: 125.6 km² (Área Urbana: 16.9 km², Área Rural: 108.7 km²).

## División Político-Administrativa
Su cabecera municipal se encuentra dividido en los barrios La Paz, San Jorge, San José, Santa Teresa, San Rafael, El Carmen, San Martín,  Villas de Santa Ana, San Juan, Santa Isabel, El Progreso, La Inmaculada, Balcones de San José, El Mirador, La Reserva y Parques del Muña.

### Centros poblados
- Chacua (que  incluye los barrios de García y Pablo Neruda)
- La Unión
- Pie del Alto
- San Benito
- San Miguel

### Veredas
Además, el municipio está compuesto con las siguientes veredas:
San Eugenio, Jazmín, San Benito, Las Delicias, Usaba, El Perico, Romeral, Bradamonte, Alto Charco, San Rafael Rural, El Peñón, La Honda, La Macarena, Julio César Beltrán, Romeral, Santa Rosa, La Unión, Pie de Alto, San Miguel, Chacua y San Fortunato. 

## Historia
Se menciona desde la época virreinal como poblado a orillas del río Muña, desde 1657, y en 1788 fue caserío hasta la fundación del poblado en 1868.
En 1895 se construyó la estación Santa Isabel, para el ferrocarril, edificio que en la actualidad sirve de sede de la Alcaldía Municipal. En 1908, terminada la Guerra de los Mil Días, los herederos de la Hacienda Sibaté entran en juicio de sucesión; la delimitación de la misma sería lo que en la actualidad forma el casco urbano. En los años 20 del siglo XX comienza el proceso de urbanización de la antigua hacienda, y en los años 30 se inician los primeros estudios de organización urbana. En 1940 se inicia la construcción del Embalse del Muña, sobre parte del actual caserío de La Unión, así como una casa de beneficencia para los enfermos psiquiátricos. En los años 50, Sibaté es erigido a la categoría de Inspección.
La ordenanza 40 del 28 de noviembre de 1967 elevó a Sibaté a municipio segregado de Soacha, al que hasta entonces pertenecía.

## Movilidad
El acceso al municipio es por transporte terrestre, al cual se llega por la Autopista Sur ramificándose en el Muña por el rama oriental al casco urbano de Sibaté por el embalse de El Muña, disponiendo rutas del corredor Bogotá-Soacha. Otro acceso principal es la vía Fusagasugá - Sibaté, Tiene otros accesos carreteables no asfaltados desde Granada, Pasca y Soacha y la localidad bogotana de Usme. 

## Cultura
Las actividades culturales del municipio son variadas, desarrollándose tanto de manera institucional como independiente. Por ejemplo, el Centro Cultural La Quinta viene a ser un lugar donde se desarrollan actividades artísticas y culturales. Aquí se reúnen diferentes artistas y alumnos que desean instrucción en materia de música, pintura, talleres de escritura, teatro, danza etc. En el 2019 se construyó la Biblioteca Municipal, la cual ha sido un referente departamental, obteniendo en el año 2020 el Premio Daniel Samper Ortega, destinado a la dotación de libros y material pedagógico. 
En los espacios independientes destacan los trabajos realizados por Locosapiens Medios, Casa de Arte independiente con periodismo local que tuvo trascendencia en los cubrimientos del Paro Nacional, así como otros acontecimientos de trascender nacional.  
Destaca, asimismo, la Fundación Cultural Gazqua, espacio independiente de formación formal y no formal, preparación Pruebas Saber 11, talleres y eventos culturales. Otros lugares destacados son: Club de lectura La Chiva Loca,  también se destaca el Consejo Municipal de Cultura también se encuentran grupos deportivos los cuales se destacan en distintas áreas como los Warriors de voleibol, la Juventus de fútbol,el taller de arte Surcotrama el programa Somos Danza entre otros.

### Fiestas y Celebraciones
En el municipio de Sibaté se llevan a cabo las siguientes festividades y celebraciones:
- Azadón de oro: Es un concurso que se realiza en el marco de ExpoSibaté (ferias de San Pedro) con el objetivo de resaltar las habilidades de los obreros papicultores, en las técnicas de recolección del tubérculo, para lo cual se evalúa la agilidad y la calidad de la papa escogida en una hora.

- Dama de la papa: En este concurso se pretende evaluar las habilidades de las mujeres sibateñas para pelar papa; se premia a la persona que mejor técnica desarrolle generando menor desperdicio del tubérculo. Es realizado en el marco de ExpoSibaté (Ferias de San Pedro).

- Hilo dorado: Es un evento que se basa en un concurso de treinta minutos. Consiste en evaluar en los jornaleros la destreza de amarrar la planta y a través de un hilo guiarla hasta el alambre; hilo que será el tutor y soporte de la planta de arveja hasta su cosecha. Se realiza cada año en diferentes veredas.

- Festival de la chicha y el maíz: En este festival la comunidad comparte sus saberes culinarios, mediante la elaboración de productos a base de maíz, donde el principal objetivo es la continuación de una tradición ancestral, salvaguardando el legado de la comunidad indígena Muisca. Además se puede disfrutar de música campesina. Se realiza durante el segundo semestre de cada año.

- Festival de la Fresa: Es un evento donde se promocionan los principales productos agrícolas del municipio y se dan a conocer producto manufacturados a partir de la fresa. Se realizan presentaciones artísticas, desfiles de silletas y concursos de recolección y clasificación de fresas "intactas" en el menor tiempo posible. Se lleva a a cabo anualmente durante el puente de San Pedro.

- Requintos de Santa Rosa: Es un festival que integra a los habitantes de la vereda San Benito y el sector de Santa Rosa para brindarles un espacio a los músicos campesinos, en especial a los intérpretes del requinto. Este evento se asemeja al tradicional festival de voces labriegas. Se realiza un domingo durante el segundo semestre del año.

- Encuentro de arte y espiritualidad: Es un evento donde se dan a conocer las tradiciones culturales y religiosas del municipio llevando a cabo manifestaciones artísticas, música, danzas y se realizan reflexiones de cómo el arte se acerca a la espiritualidad. Se realiza cada año en diferentes veredas durante la semana mayor.

- Festival Merengue Bailao: Es una actividad desarrollada por la Junta de Acción Comunal de la vereda de San Fortunato donde se articula la danza y la música. En este festival los participantes pueden disfrutar de las danzas campesinas que se mantienen como tradición del campesino sibateño y cundinamarqués. Se realiza un domingo durante el mes de octubre.

- Voces Labriegas: Es el festival de música tradicional campesina más importante de Sibaté, donde se reúnen compositores e intérpretes de la música popular sibateña, rescatando y reafirmando los valores, costumbres y tradiciones del municipio. También se puede disfrutar de los diferentes platos y productos más característicos que allí se ofrecen. Se realiza cada año en el mes de noviembre en el polideportivo de la escuela de la vereda Las Delicias.

### Gastronomía
En el municipio de Sibaté se destaca por tener una de las mejores gastronomías del departamento. Entre los productos más importantes están las fresas con crema en la vereda El Rosal; la sopa de cuchuco con espinazo de la vereda San Miguel; el cocido boyacense, la cuajada, el ajiaco santafereño, la fritanga, la pelanga, el chunchullo y los sudados con cubios, entre otros platos. 

#### La chicha patrimonio sibateño
La Vereda Chacua es considerada el territorio del maíz ya que hay por muchos años se celebró el festival de la chicha y el maíz actualmente se pueden conseguir chichas de varios sabores como fresas , cubios entre Este proyecto direccionado por el ministerio de cultura y la junta de acción comunal de chacua , con gestores de cultura como Mayela García y Juan Carlos Méndez y demás personajes fueron agentes importantes para dar paso a este proceso para que se diera un gran resultado como este festival que da a lugar para acreditarlo como patrimonio cultural, y ser reconocido por sus tradicionales costumbres.

## Sitios de interés
- Arte Rupestre: Se encuentra un gran conjunto de rocas pintadas por la comunidad indígena Muisca, que se asentó en el territorio del actual Municipio.
- Centro Cultural la Quinta.
- Iglesia de Nuestra Señora del Carmen
- Escuela de Suboficiales y Nivel Ejecutivo Gonzalo Jiménez de Quesada, de la Policía Nacional en donde se forma los miembros del nivel ejecutivo de esta importante institución nacional.
- Cementerio Indígena: Contiene tesoros, utensilios y entierros, al parecer de una importante comunidad precolombina
- Alto de la Cruz: permite apreciar un panorama del casco urbano y sus alrededores. Se puede ver detrás de la droguería San Jorge.
- Estación de Santa Isabel: Actual palacio municipal. Edificio de importancia histórica.
- Hacienda y capilla San Benito
- Parque ecológico Los Frailejones
- Túnel de La paz: Túnel fundado en el año 1900. De gran importancia histórica, ya que por él pasó el ferrocarril y fue visitado por el entonces presidente Enrique Olaya Herrera. Actualmente sigue en funcionamiento, permitiendo el tránsito de los vehículos que circulan por la vía nacional.
- Cueva del Tequendama
- Cancha de tejo la trampa: Gran centro de entretenimiento, cuenta con va
- El Rosal: Paraje vía San Miguel, cuenta con una gran variedad de postres
- Tumba del pintor y escultor Heinz Goll
- La Colmena
- Biblioteca Municipal la Quinta de Samper
- La Casona de Bolivar
- Droguería San Jorge
- Hacienda Tequendama
- Casa de la Justicia

## Servicios públicos
- Energía Eléctrica: Enel, es la empresa prestadora del servicio de energía eléctrica.
- Gas Natural: Vanti es la empresa distribuidora y comercializadora de gas natural en el municipio.